# アーク (企業)
株式会社アークは、大阪府大阪市中央区にある企業である。事業内容は新製品開発に関するトータルサービス（工業デザインモデルの製造、販売、商品開発及び企画、デザイン、設計、各種金型の設計、製造及び小ロット成形品の生産・販売、その他モデル・デザインの企画、設計、製造・販売及びこれに付属する業務全般を手掛ける。

## 主な事業
- 企画、デザイン、設計、解析 - 商品企画、インダストリアル・グラフィック等のデザイン全般、製品設計・解析業務の受託及び技術者の派遣
- モデル - 工業デザインモデル及びワーキングモデル
- 試作型 - 少ロット生産を行うための金型
- 少ロット生産 - 少ロットの成形品や成形品の組み立て・二次加工

## 沿革
- 1948年（昭和23年）8月 - 大阪市阿倍野区にて、木製品の製造を主とする荒木製作所を創業。
- 1968年（昭和43年）12月 - 大阪市東住吉区に株式会社大阪デザインモデルセンターを設立。
- 1989年（平成元年）9月 - 7社を吸収合併し、株式会社アークに社名変更。
- 1996年（平成8年）9月 - 日本証券業協会に店頭売買有価証券として登録（現・ジャスダック）。
- 2005年（平成17年）10月 - 東京証券取引所市場第一部に上場。
- 2011年（平成23年）8月 - 株式会社企業再生支援機構（現・地域経済活性化支援機構）の子会社となる。
- 2014年（平成26年）8月 - OPI・11株式会社（オリックス出資会社）の子会社となる。
- 2018年（平成30年）1月 - 三井化学の完全子会社である株式会社エムシーインベストメント01が、株式公開買付けにより議決権所有割合ベースで株式株式の74.69%を取得。同社子会社となる[3][4]。
- 2020年（令和2年）
  - 7月30日 - 東京証券取引所市場第一部上場廃止。
  - 8月1日 - 株式交換により、三井化学の完全子会社となる[5]。